# Kristina Schröder

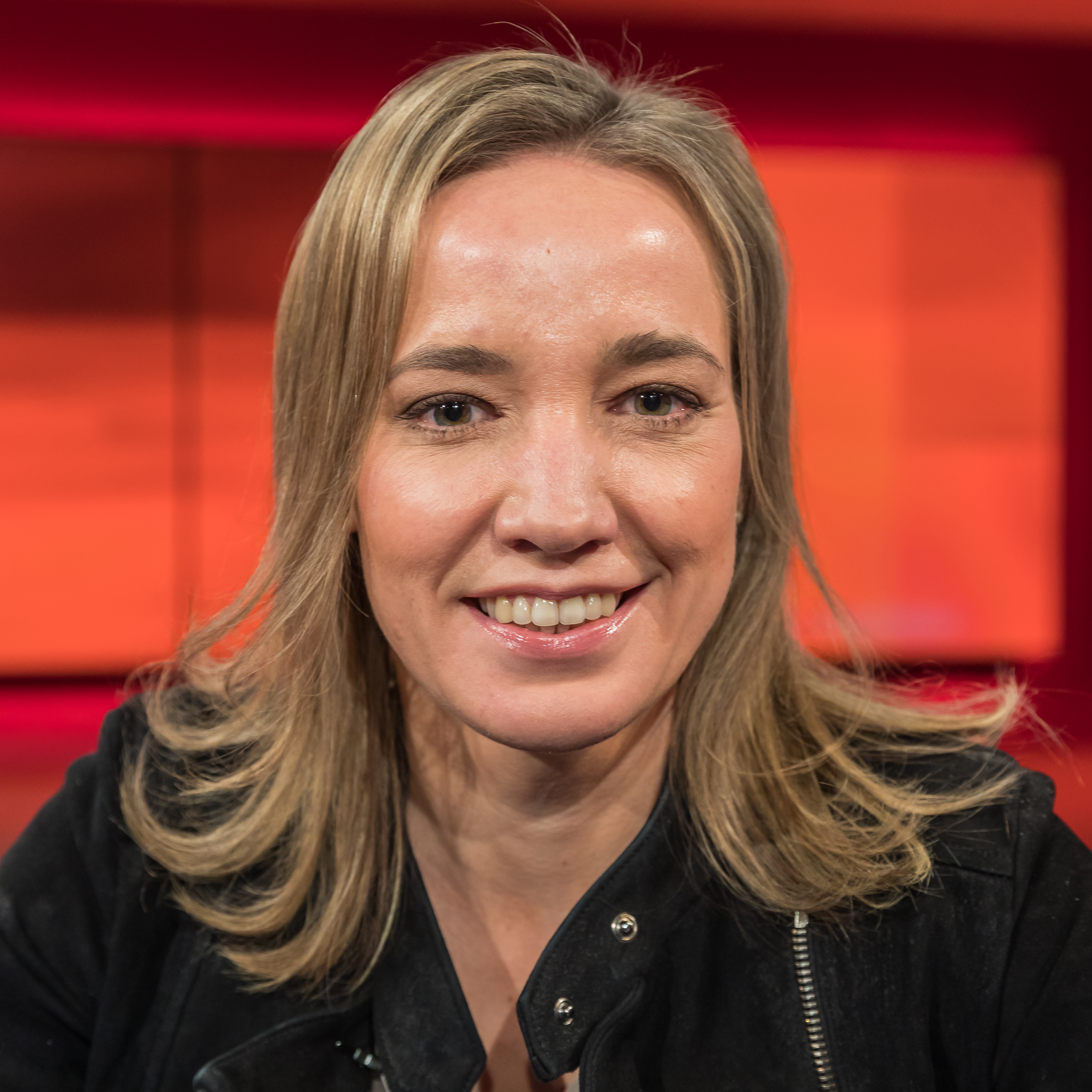
Kristina Schröder (2019)

Kristina Schröder (geborene Kristina Köhler; * 3. August 1977 in Wiesbaden) ist eine ehemalige deutsche Politikerin der CDU, für die sie von 2002 bis 2017 als Abgeordnete im Deutschen Bundestag saß. Vom 30. November 2009 bis zum 17. Dezember 2013 war sie Bundesministerin für Familie, Senioren, Frauen und Jugend im Kabinett Merkel II.

## Leben

### Ausbildung
Schröder ist die Tochter des Oberamtsanwalts Helmut Köhler, der als ehemaliger Rallye-Beifahrer, zumeist als Copilot des Rennfahrers Horst Rack, und späterer DMSB-Offizieller in der deutschen Motorsportszene bekannt ist. Ihre Mutter ist Immobilienmaklerin. Schröder absolvierte 1997 an der Diltheyschule in Wiesbaden ihr Abitur und studierte danach an der Johannes Gutenberg-Universität Mainz Soziologie, Mittlere und Neue Geschichte, Philosophie und Politikwissenschaft. 2002 schloss Schröder ihr Studium als Diplom-Soziologin ab. Während ihres Studiums war sie von 1997 bis 2002 als Mitarbeiterin bei der hessischen CDU-Landtagsabgeordneten Birgit Zeimetz-Lorz und von 1998 bis 2002 als studentische Hilfskraft am Institut für Soziologie der Universität Mainz tätig.

### Promotion
Parallel zu ihrer Abgeordnetentätigkeit im Bundestag ab 2002 wurde Schröder bis April 2009 bei Jürgen W. Falter am Institut für Politikwissenschaft der Universität Mainz nach der Vorlage einer Studie über Gerechtigkeit als Gleichheit promoviert. Die Studie untersuchte, wie sich die Wertvorstellungen der CDU-Bundestagsabgeordneten von denen der übrigen CDU-Mitglieder unterschieden. Im Januar 2010 wurden Vorwürfe gegen Schröder laut, sie habe Teile ihrer Dissertation durch Hilfskräfte anfertigen lassen. Der Präsident der Universität, Georg Krausch, stellte klar, dass es keinen Hinweis auf ein mögliches wissenschaftliches Fehlverhalten der Kandidatin gebe; Zuarbeiten von Hilfskräften seien „wissenschaftlich legitim und im Rahmen vieler Dissertationen üblich“. Zudem waren der Doktorvater Falter und die Hilfskraft bereit, eidesstattlich zu versichern, dass alles korrekt ablief.

### Partei
Schröder trat als Schülerin 1991 in die Junge Union (JU) und 1994 auch in die CDU ein. Sie gehört seit 1992 dem JU-Kreisvorstand in Wiesbaden an und war von 1997 bis 2003 JU-Kreisvorsitzende. Schröder gehört seit 1995 dem CDU-Bezirksvorstand Westhessen und seit 2002 dem Landesvorstand der CDU Hessen an. Seit 2013 ist sie Ehrenvorsitzende der Jungen Union Wiesbaden.

### Abgeordnete
Schröder gehörte von 2000 bis 2001 der Stadtverordnetenversammlung von Wiesbaden an.
Von der Bundestagswahl im Herbst 2002 bis zur Bundestagswahl 2017 war sie Mitglied des Deutschen Bundestages. Dort war sie ordentliches Mitglied im Innenausschuss und Berichterstatterin der CDU/CSU-Bundestagsfraktion für Islam, Integration und Extremismus. Ab November 2008 war sie Obfrau der CDU/CSU-Fraktion in dem 2006 eingesetzten und im Juni 2009 beendeten BND-Untersuchungsausschuss (Kurnaz-Untersuchungsausschuss).
Schröder zog bei der Bundestagswahl 2002 und 2005 über die Landesliste Hessen in den Deutschen Bundestag ein. Bei der Bundestagswahl 2009 gewann sie das Direktmandat im Wahlkreis Wiesbaden mit 40,8 % gegen die damalige Entwicklungshilfeministerin Heidemarie Wieczorek-Zeul (32,6 %). Auch bei der Bundestagswahl 2013 erhielt sie die meisten Wählerstimmen und damit das Mandat. Bei der Bundestagswahl 2017 kandidierte sie nicht mehr für das Parlament.

### Familienministerin
Am 30. November 2009, etwa fünf Wochen nach dem Amtsantritt des Kabinetts Merkel II, kam es zu einer Kabinettsumbildung, nachdem Bundesarbeitsminister Franz Josef Jung zurückgetreten war. Schröder wurde infolgedessen Bundesministerin für Familie, Senioren, Frauen und Jugend; die bisherige Ministerin Ursula von der Leyen wurde Arbeitsministerin. Am 2. Dezember 2009 wurde Schröder vor dem Deutschen Bundestag vereidigt.

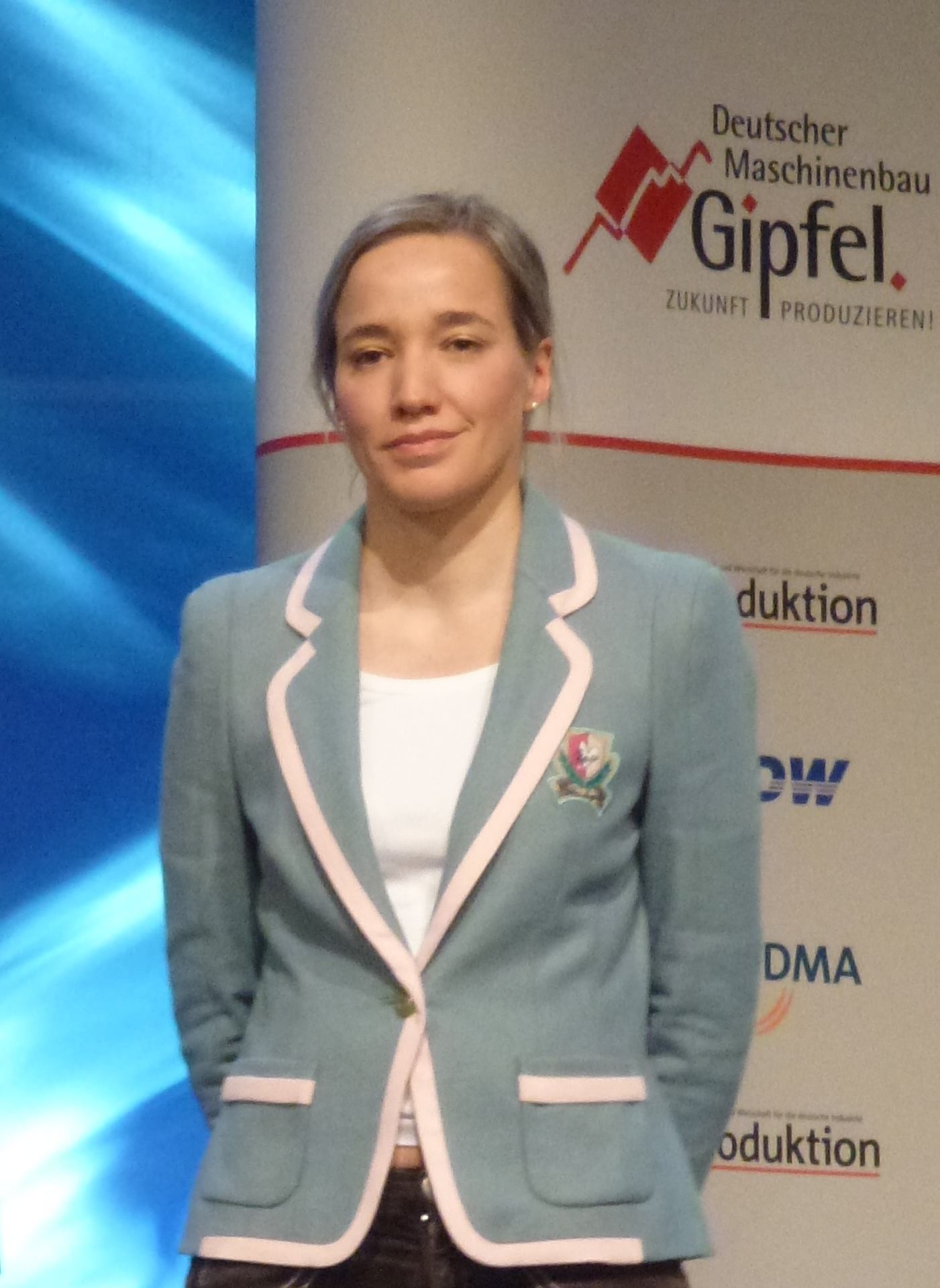
Kristina Schröder auf dem Maschinenbaugipfel 2012

Im Anschluss an ihren Amtsantritt als Bundesfamilienministerin unterstützte Schröder weitgehend die Familienpolitik ihrer Vorgängerin von der Leyen, forderte aber beim umstrittenen Betreuungsgeld sowohl Barzahlungen wie auch Gutscheine und sprach von einem „schweren Zielkonflikt“. Ebenso kündigte sie an, dass alle familienpolitischen Leistungen des Staates „vom Ehegattensplitting bis zum Kindergeld“ bis 2013 evaluiert werden sollen. Ziel sei „nicht eine Kürzung der Mittel, sondern ihr effizienter Einsatz“.
Im Februar 2010 sprach sie sich in einem Interview mit Spiegel Online für die Einführung eines „Forum Internet“ aus, in dem sie Experten aus diesem Bereich (wie zum Beispiel dem Chaos Computer Club) die Möglichkeit geben wollte, an Gesetzesentwürfen, die das Internet und Dazugehöriges betreffen, in Form einer virtuellen Diskussionsrunde teilzunehmen. Außerdem strebte sie ein Treffen mit der Piratenpartei Deutschland an, um mit ihnen über den umstrittenen Jugendmedienschutz-Staatsvertrag zu diskutieren.
Sie sprach sich 2010 für einen Rechtsanspruch auf eine bis zu zwei Jahre dauernde Familienpflegezeit mit halber Arbeitszeit aus. Der Arbeitnehmer solle dabei während dieser Zeit und für einen ebenso langen darauf folgenden Zeitraum jeweils 75 % des Gehalts beziehen. Betriebe mit weniger als 250 Beschäftigten sollen die Lohnaufstockung während der Pflegezeit als zinslosen Kredit von der KfW Bankengruppe erhalten können.
In einem Interview mit Focus sprach sie sich im Mai 2010 für eine Ausdehnung der zwei nicht übertragbaren Monate (so genannte „Vätermonate“) des Elterngeldes auf vier Monate aus. Sie arbeite auch an einem Teilelterngeld, das jedem Elternteil ermöglichen solle, zwölf Monate lang in Teilzeit zu arbeiten. Zudem kündigte sie an, gemeinsam mit dem Deutschen Industrie- und Handelskammertag (DIHK) eine Kampagne zu starten, die unter dem Motto Vollzeitnahe Teilzeitarbeit Unternehmen dafür gewinnen soll, beiden Elternteilen die Möglichkeit zu geben, für die Erziehung der Kinder eine gewisse Zeit die berufliche Arbeitszeit zu reduzieren. Sie führte als Beispiel eine 30-Stunden-Arbeitswoche für beide Partner an. Die Pläne der Novellierung des Elterngelds sollten durch eine Erweiterung des Elterngeldanspruchs beider Elternteile von 14 auf insgesamt 16 Monate umgesetzt werden; dem widersetzte sich das Finanzministerium. Die Pläne scheiterten ein Jahr später endgültig.
Im Oktober 2010 startete sie mit dem Deutschen Industrie- und Handelskammertag die Initiative für „familienbewusste Arbeitszeiten“. Sie forderte Unternehmen auf, mehr „Teilzeitplus“-Stellen mit einem Arbeitsumfang von 30 bis 35 Stunden anzubieten. Sie betonte, für 90 Prozent der Eltern sei bei der Wahl des Arbeitgebers die Familienfreundlichkeit mindestens ebenso wichtig wie das Gehalt. Die tatsächlichen Arbeitszeiten entsprächen oft nicht den Wünschen der Beschäftigten. Als Beispiele für eine mögliche Ausrichtung betrieblicher Abläufe an Familien nannte sie dabei einen Beginn betrieblicher Besprechungen vor 16 Uhr, einen Vorrang für Eltern beim Urlaub in den Schulferien, die Gleitzeit, Teilzeitmodelle mit 70 bis 80 Prozent der Vollarbeit und Langzeitkonten.
In einem Grundsatzpapier der Hessen-CDU, in dem mehr Möglichkeiten zur Freistellung oder Teilzeitarbeit für Eltern sowie Lebensarbeitszeitkonten gefordert werden, wird Schröders Aussage zitiert, Zeit für die Familie sei die eigentliche „Leitwährung moderner Familienpolitik“.
Im November 2011 warfen ihr die Ersteller der Studie Zwangsverheiratung in Deutschland vor, dass durch ihre Formulierungen in einem FAZ-Gastbeitrag die Gefahr bestünde, dass anti-muslimische Ressentiments Auftrieb erhielten. Die Studie war im Auftrag des Familienministeriums erstellt worden. Schröder hatte nach Auffassung der Wissenschaftler die Ergebnisse der Studie „schlichtweg falsch“ wiedergegeben. Unter anderem habe sie „angedrohte Straftaten mit tatsächlich stattgefundenen gleichgesetzt“ und aufgrund nicht belastbar ermittelter Daten die Behauptung aufgestellt, dass 83,4 Prozent der Betroffenen muslimische Eltern hätten. Schröder hielt dem entgegen, dass sie die Aufteilung zwischen Opfern versuchter und vollendeter Straftaten für zynisch halte. Sebastian Edathy (SPD) warf ihr vor, nicht auf Inhalte zu setzen, sondern ideologisch zu handeln. Er legte Bundeskanzlerin Angela Merkel die Entlassung Schröders nahe.
Am Abend der Bundestagswahl 2013 teilte sie mit, dass sie künftig nur noch Bundestagsabgeordnete für ihren Wiesbadener Wahlkreis sein wollte; sie wolle mehr Zeit für ihre Tochter haben. Am 7. April 2016 teilte Schröder mit, dass sie zur Bundestagswahl 2017 nicht antreten werde.

### Sonstiges Engagement
Schröder war Mitglied der Europa-Union Parlamentariergruppe Deutscher Bundestag und amtierte vom 7. Dezember 2011 bis zum 30. November 2017 als Präsidentin der ZNS – Hannelore Kohl Stiftung.
Sie schreibt seit November 2017 als Kolumnistin für die Tageszeitung Die Welt und ist seit Sommer 2020 ehrenamtliche Botschafterin der Initiative Neue Soziale Marktwirtschaft. Im November 2021 gründete sie mit 14 weiteren Personen die von Andreas Rödder geleitete Denkfabrik Republik21, die neue Konzepte bürgerlicher Politik entwickeln soll. Seit 2022 ist sie im Vorstand von Hessischer Kreis e. V. Im August 2022 tat sie sich als Kritikerin der Maßnahmen gegen die COVID-19-Pandemie in Deutschland hervor, für die sie eine gesellschaftliche Aufarbeitung fordert.

### Privatleben
Schröder gehört der altkonfessionellen Selbständigen Evangelisch-Lutherischen Kirche an. Seit dem 12. Februar 2010 ist sie mit Ole Schröder verheiratet, einem ehemaligen Parlamentarischen Staatssekretär beim Bundesminister des Innern.
Am 30. Juni 2011 brachte sie ihr erstes Kind zur Welt, ein Mädchen. Sie war damit die erste Bundesministerin, die während ihrer Amtszeit ein Kind bekam. Während der Zeit des Mutterschutzes wurde sie von den Staatssekretären Josef Hecken, Hermann Kues und der damaligen Bundesbildungsministerin Annette Schavan vertreten. Am 16. Juni 2014 brachte sie ihre zweite, im April 2018 ihre dritte Tochter zur Welt.

## Positionen

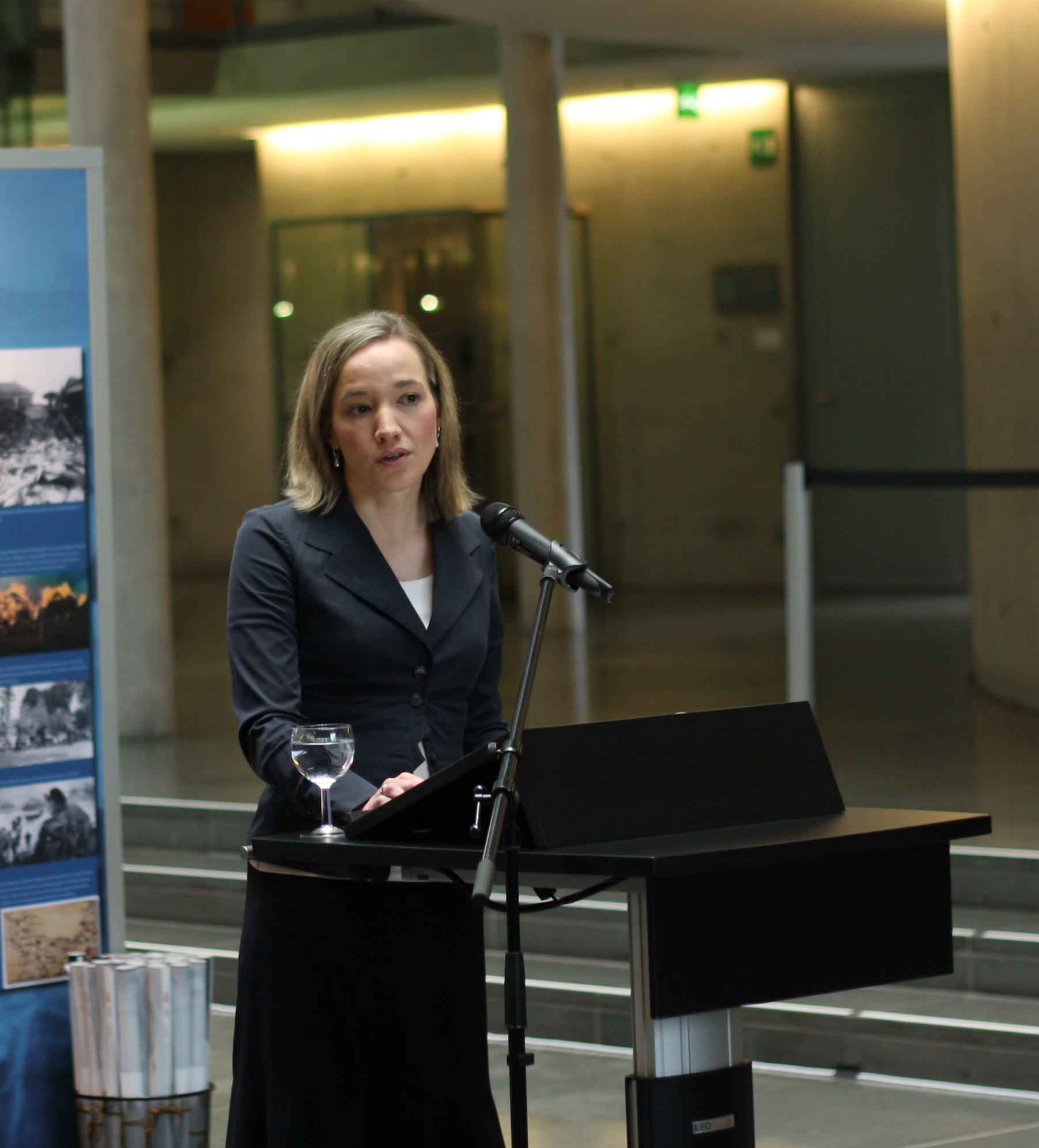
Kristina Schröder bei der Präsentation der neuen Anne-Frank-Wanderausstellung im Deutschen Bundestag (2012)

Schröder gilt in ihrer Partei familienpolitisch als liberal, wirkte an der Grundsatzprogrammkommission für eine Modernisierung der CDU-Familienpolitik mit und gehört der Pizza-Connection an. Ihr Doktorvater Jürgen W. Falter bezeichnet sie als „liberal-konservativ“.

### Islam
Schröder setzt sich für eine Öffnung ihrer Partei für verfassungstreue Muslime ein und befürwortete einen Islamunterricht an Schulen. In der Debatte um einen theologischen Aufsatz Mustafa Cerićs für eine CDU-nahe Publikation warnte sie vor einem „europäischen Kalifat“. Zudem fordert sie Aussteiger- und Beratungsprogramme für Islamisten sowie Linksextremisten und will entsprechend das Budget für Präventiv- und Aussteigerprogramme des Bundes aufteilen.

### Integration
In ihrer Funktion als Berichterstatterin für Integration der CDU/CSU-Bundestagsfraktion rechtfertigte Schröder 2006 die Kampagne um die Reform des Staatsbürgerschaftsrechts im Wahlkampf der Landtagswahl in Hessen 1999 und sprach sich für einen Einbürgerungstest aus.
Schröder behauptete im Wahlkampf zur Landtagswahl in Hessen 2008 eine Zunahme „deutschenfeindlicher Gewalt“ von Ausländern und berief sich dabei gegenüber dem Politmagazin Panorama auf Erfahrungswerte von Polizisten, Staatsanwälten und Richtern und die Forschungsergebnisse des Kriminologen Christian Pfeiffer. Der Münchner Oberstaatsanwalt Anton Winkler wies daraufhin Schröders Aussagen als falsch zurück, Pfeiffer bewertete es sogar als Missbrauch seiner Befunde und erklärte, es gebe keine Untersuchung, die belege, dass die durch Hass auf Deutsche motivierte Gewalt zunimmt. Schröder erklärte daraufhin in einer Stellungnahme auf ihrer Homepage, dass sie sich auf „Erfahrungswerte“ Einzelner aus Staatsanwaltschaft, Justiz und Polizei stütze, und nannte unter anderem die beiden „Berliner Amtsrichter und anerkannten Experten zum Thema Jugendgewalt“ Kirsten Heisig und Günter Räcke.

### Extremismusfragen
Schröder bezeichnet sich selbst als Expertin in Extremismusfragen und sprach sich 2008 gegenüber der taz für eine Überwachung der Partei Die Linke durch den Verfassungsschutz aus. Diese sei „absolut richtig“, weil die Partei in Teilen ihrer Programmatik die freiheitliche Grundordnung in Frage stelle.
Anfang 2011 führte Schröder die Bestimmung ein, dass Initiativen, die sich gegen Extremismus einsetzen und Fördergelder aus den entsprechenden Programmen des BMFSFJ erhalten wollen, sich zum Grundgesetz der Bundesrepublik Deutschland bekennen müssen. Die Extremismusklausel war bereits in der Vergangenheit Teil der Förderrichtlinien und musste von Initiativen, die Gelder aus den Förderprogrammen gegen Rechtsextremismus bekommen wollten, zur Kenntnis genommen werden. Seit 2011 muss diese Erklärung unterzeichnet werden. Betroffene Vereine, die sich gegen Rechtsradikalismus bzw. Rechtsextremismus engagieren, reagierten mit Unverständnis, da ihre Arbeit der Aufrechterhaltung demokratischer Werte diene und dieses nicht durch ein Bekenntnis bekräftigt werden müsse. Hauptkritikpunkt an der Klausel ist, dass Initiativen unter einen Generalverdacht des Linksextremismus gestellt würden, sowie Vereine gezwungen würden, für ihre Projektpartner zu bürgen und diese gegebenenfalls durch den Verfassungsschutz überprüfen zu lassen. Gleichzeitig wurde die von Schröder intensivierte „Förderung von Programmen gegen Linksextremismus“ vielfach moniert. Zwei Gutachten, das des Wissenschaftlichen Dienstes des Deutschen Bundestages und des Rechtswissenschaftlers Ulrich Battis, kamen zu dem Ergebnis, dass die „Extremismusklausel“ in ihrer Form fragwürdig bzw. rechtswidrig sei. Das Rechtsgutachten von Professor Fritz Ossenbühl (Universität Bonn) hingegen stützt die Haltung des Ministeriums. Betroffene Vereine riefen am 1. Februar 2011 zum bundesweiten Aktionstag auf. Die Parteien Die Linke und SPD stellten jeweils im Juli 2011 eine Anfrage im Bundestag.
Mitte 2010 rief Schröder die Initiative „Demokratie stärken“ ins Leben. Das Programm richtet sich an Jugendliche und soll präventiv gegen Linksextremismus und Islamismus vorgehen. 2012 werden für „Demokratie stärken“ 4,67 Millionen Euro zur Verfügung gestellt.
Ende 2011 wurde eine Broschüre gegen Linksextremismus mit einem Vorwort Schröders veröffentlicht, in der die Zeitung Neues Deutschland als linksextremistisch charakterisiert wurde. Nachdem sie zuerst jegliche inhaltliche Verantwortung von sich wies, sagte sie in einer parlamentarischen Anfrage 2012, dass die Zeitschrift „gelegentlich Beiträge mit linksextremistischen Bezügen“ aufweise. Als Begründung dieser Aussage führte sie später an, dass die Zeitung in den Verfassungsschutzberichten zweier Bundesländer aufgeführt würde. Die Zeitung wurde jedoch nur im Zusammenhang mit der Partei Die Linke erwähnt, sie wird nicht beobachtet.
Ende 2011 veranlasste Schröder eine Kürzung der Mittel gegen Rechtsextremismus. Als die Rechtsextremistin Beate Zschäpe nach dem Suizid ihrer Komplizen Uwe Mundlos und Uwe Böhnhardt Bekennervideos verschickte und somit der rechte Terror des NSU Bekanntheit erlangte, wurde dieser Beschluss noch im selben Jahr wieder zurückgenommen. 2012 wurden diese Projekte mit insgesamt 24,33 Millionen Euro vom Bund gefördert.
Das Programm gegen Linksextremismus wurde von ihrer Nachfolgerin Manuela Schwesig gestrichen. Die Programme haben die „Zielgruppe nicht erreicht und die Probleme nicht getroffen“. Der Opferfonds von Opfern linker Gewalt war bis Ende 2013 nicht genutzt worden. Lediglich einige rechtsextreme Personen hatten versucht, entsprechende Mittel abzurufen.

### Gleichgeschlechtliche Ehe
Bei der Abstimmung des Bundestages im Jahr 2017 über die gleichgeschlechtliche Ehe war Schröder unter den 75 Mitgliedern ihrer Fraktion, die für die Öffnung der Ehe für alle plädierten.

## Schriften
- Mündigkeit im Informationszeitalter. In: Hubert Burda; Mathias Döpfner; Bodo Hombach; Jürgen Rüttgers (Hrsg.): 2020. Gedanken zur Zukunft des Internets. Essen 2010, S. 123–127, ISBN 978-3-8375-0376-0.
- Gerechtigkeit als Gleichheit? Eine empirische Analyse der objektiven und subjektiven Responsivität von Bundestagsabgeordneten. VS Verlag für Sozialwissenschaften, Wiesbaden 2010, ISBN 978-3-531-17053-4 (Dissertation).
- Kristina Schröder, Caroline Waldeck: Danke, emanzipiert sind wir selber! Abschied vom Diktat der Rollenbilder. Piper Verlag, München 2012, ISBN 978-3-492-05505-5.
- Kristina Schröder, Annegret Kramp-Karrenbauer (Hrsg.): „Mama zahlt!“ – Familienernährerinnen berichten. Verlag Herder, Freiburg im Breisgau 2013, ISBN 978-3-451-30675-4.
- FreiSinnig. Politische Notizen zur Lage der Zukunft. Claudius Verlag, München 2021, ISBN 978-3-532-62866-9.